# Salvelinus struanensis
Salvelinus struanensis är en fiskart som först beskrevs av Maitland, 1881.  Salvelinus struanensis ingår i släktet Salvelinus och familjen laxfiskar. Inga underarter finns listade i Catalogue of Life.
Denna fisk förekommer endemisk i sjöarna Loch Rannoch och Loch Ericht i Skottland. Arten når vanligen ett djup av 20 meter. Hos vuxna exemplar är kroppssidorna och buken röda. Salvelinus struanensis lever oftast upp till åtta år. Äggens befruktning sker mellan september och oktober. Individerna har främst hinnkräftor som föda.
Troligtvis utgör introducerade fjällrödingar och andra främmande fiskar konkurrenter. IUCN kategoriserar arten globalt som sårbar.